# Julijan Tamaš
Julijan Tamaš (* 4. August 1950 in Vrbas, Jugoslawien) ist ein serbischer Slawist.
Er studierte südslawische Literatur an der Universität Novi Sad, wo er 1982 promovierte. Dort lehrt er seitdem als ordentlicher Professor für Rusinistik. Er ist Mitglied der Nationalen Akademie der Wissenschaften der Ukraine sowie der Vojvodinischen Akademie der Wissenschaften und Künste. In den Jahren 1990 bis 2000 war er Vorsitzender des Bundes der Russinen und Ukrainer in Jugoslawien.

## Werke
- Rusinska književnost. Istorija i status (Russinische Literatur. Geschichte und Status), 1984
- Okupani u vičnosci (In Ewigkeit gebadet), Roman in russinischer Sprache, 1989, ISBN 86-7105-055-6
  - serbokroatische Übersetzung: Okupani u vječnosti, übersetzt von Gojko Janjušević, 2002, ISBN 86-7639-666-3
- Ukrajinska književnost između Istoka i Zapada (Die ukrainische Literatur zwischen ost und west), 1995, ISBN 8636303702
- Istorija rusinske književnosti (Geschichte der russinischen Literatur), 2002, ISBN 86-7639-665-5